# Mihai Fodor
Mihai Fodor (n. 6 decembrie 1932) este un fost deputat român în legislatura 1992-1996, ales în județul Suceava pe listele partidului PDSR. Mihai Fodor a fost validat ca deputat pe data de 5 septembrie 1996 și l-a înlocuit pe deputatul Viorel Munteanu. 